# Mark André Goodfriend
Mark André Goodfriend (Los Angeles, Kalifornia, 1957. szeptember 24. –) az Amerikai Egyesült Államok budapesti nagykövetségének ideiglenes ügyvivője 2013 és 2014 között. Az Egyesült Államok külügyi szolgálatának főtisztviselője minisztertanácsos rangban, 2013 augusztusa óta töltötte be a budapesti nagykövetségen az első beosztotti posztot, és nagykövet hiányában egyben ideiglenes ügyvivő volt Colleen Bell 2014. decemberi kinevezéséig.

## Tanulmányai
M. André Goodfriend Kaliforniában született és Arizonában nevelkedett. Miután főiskolai diplomát szerzett az Arizonai Egyetemen filozófia, klasszikus görög nyelv, francia nyelv és rádió-televízió tárgyakból, mesterfokozatot szerzett kommunikáció szakon a jeruzsálemi Héber Egyetemen. Ezt követően doktori kutatásokat folytatott Londonban az új média kormányzati használatának témakörében.

## Karrierje
Külügyminisztériumi karrierjét 1987-ben kezdte, amikor alkonzulként és politikai munkatársként dolgozott Tel-Avivban, Izraelben 1990 júliusáig.
1991 és 1993 között alkonzul volt Új-Delhiben, Indiában. 1994-től 1997-ig konzul Moszkvában, Oroszországban. 1997-től 2002-ig Washingtonban a Nemzetközi Szervezetek Irodájánál konfliktusmegelőzési stratégiák kidolgozásán dolgozott, majd a Konzuli Ügyek osztályán belül új technológiák kifejlesztéséért volt felelős.
2002 és 2004 között regionális konzulként Afrika 15 országának konzulátusait segítette szakmai tanácsokkal, irányelvekkel. 2004 és 2008 között konzulként szolgált a londoni Amerikai Nagykövetségen az amerikai állampolgárok osztályán.
2009 augusztusától Damaszkuszban, Szíriában főkonzulként szolgált az Amerikai Nagykövetségen, míg annak működését 2012 februárjában fel nem függesztették.
2013 augusztusától a budapesti amerikai nagykövetségen dolgozott követtanácsosként és ideiglenes ügyvivőként, mert Eleni Tsakopoulos Kounalakis korábbi nagykövet már júliusban távozott. Magyarországon az ún. kitiltási ügyben lett ismert a neve, melynek során többször is nyilatkozott a médiának. 2014. december 11-én az egyik érintett, Vida Ildikó, a NAV elnöke feljelentést tett ellene, de az amerikai külügyminisztérium nem vonta vissza a diplomáciai mentességét, ezért az ügyet jogi értelemben lezárták.
2014. december 2-án Colleen Bell lett az új amerikai nagykövet. 2015. február 11-én bejelentették, hogy Goodfriend családi okok miatt visszatér az Egyesült Államokba. Ezután az amerikai Külügyminisztérium eDiplomácia hivatalában kezdett dolgozni Washingtonban.

## Családja
Nős, felesége Frances Anne Lynda Goodfriend, és három felnőtt fiúgyermek édesapja.

## Nyelvtudás
Goodfriend tanult magyarul, héberül, franciául, görögül (klasszikus és modern), spanyolul, hindiül, arabul és jiddisül.

## Díjak, kitüntetések
A szíriai válság során folytatott kiemelkedő külszolgálati tevékenységéért 2012-ben az Egyesült Államok Külügyminisztériuma a Mary A. Ryan-díjat(en) adományozta neki.

## Publikációk
- Public perceptions of the new media: a survey of British attitudes'[halott link]' Media, Culture & Society July 1988 10: 303-321